# Reggie Harrison
Reggie Harrison (Somerville, 9 gennaio 1951) è un ex giocatore di football americano statunitense che ha militato nel ruolo di running back nella National Football League (NFL).

## Carriera
Harrison fu scelto nel corso del nono giro (215º assoluto) del Draft NFL 1974 dai St. Louis Cardinals. Passò subito però ai Pittsburgh Steelers con cui, l'anno successivo, bloccò un punt di Mitch Hoopes nel quarto periodo del Super Bowl X contro i Dallas Cowboys. Il pallone entrò nella end zone dando luogo a una safety, accorciando il vantaggio dei Cowboys 10-9. Gli Steelers vinsero poi 21-17. È anche noto per essere stato il compagno di stanza di Frenchy Fuqua durante i suoi anni con gli Steelers. I due rimasero stretti amici anche dopo il termine delle rispettive carriere.
Harrison fu l'unico running back in salute quando la sua squadra incontrò gli Oakland Raiders nella finale della AFC del 1976. In quella partita corsa 44 yard e un touchdown, con gli Steelers che persero 24-7.

## Palmarès

### Franchigia
- Super Bowl : 2

Pittsburgh Steelers: IX, X
- American Football Conference Championship: 2

Pittsburgh Steelers: 1974, 1975